# Amen (Zucchero Fornaciari)
Amen è un singolo di Zucchero Fornaciari, secondo estratto dall'album All the Best e pubblicato nel 2008 dalla Universal.

## Descrizione
Si tratta di uno delle quattro cover inedite contenute nella raccolta All the Best, edita per i 25 anni di carriera del bluesman reggiano. È la cover di How Could This Go Wrong degli Exile. Nonostante il mancato ingresso nelle alte posizioni della classifica italiana, si conferma tra i più trasmessi in radio all'inizio del 2008.

## Tracce
1. Amen – 4:07 (testo: Zucchero – musica: L. Lawley, N.B. Chinn, M.D. Chapman, J.P. Pennington)

## Classifiche
| Classifica (2008) | Posizione massima |
| ----------------- | ----------------- |
| Italia            | 42                |
| Europa            | 126               |